# Segimon Almató i Euras
Segimon Almató i Euras (Sant Martí d'Albars, Lluçanès, 1799 - Vic, Osona, 1837) Fou canonge penitencier de la catedral de Vic (1834).

## Biografia
Estudià llatinitat i humanitats al Seminari de Vic. Després passà a Cervera a estudiar els tres anys de filosofia i els vuit de cànons i lleis. A Cervera va obtenir el batxillerat en filosofia (1819) i el batxillerat (1824), la llicenciatura (1825) i el doctorat (1826) en cànons. En aquesta universitat participà en diversos tribunals de graus. Un any després de rebre el doctorat, el bisbe de Vic l'ordenà sacerdot. En els últims cursos d'estudiant de teologia entrà de catedràtic de filosofia al Seminari de Vic (1830). Va fer-se càrrec d'una càtedra de moral des de 1831 fins a 1834. En aquest últim any actuà de vicerector del Seminari. Deixà l'ensenyament quan guanyà la canongia penitencial de Vic davant Domènec Valldeneu i Joan Catanyer. Substituí, com a canonge, Marià Ros i Coll. Morí a Vic, amb trenta-vuit anys. Havia estat confrare de l'Acadèmia de l'Angèlic Doctor Sant Tomàs d'Aquino i director de la Congregació de Carmelites de la Caritat.